# Extreme Championship Wrestling
L'Extreme Championship Wrestling (ECW), fou un campionat professional de lluita lliure de la World Wrestling Entertainment (WWE), que funcionà del 1992 al 2001.
Aquesta marca està basada en la promoció professional de lluita lliure que va ser fundada a Filadèlfia, Pennsilvània el 1992 per Tod Gordon, i tancada quan el seu successor, Paul Heyman, la va declarar en fallida a l'abril del 2001.
La companyia es va fer coneguda per la seva base de fidels fanàtics i per les seves lluites violentes. El grup mostrava diferents estils de lluita, sent les més reconegudes les lluites estil Hardcore.
World Wrestling Entertainment (WWE) va comprar els drets de la ECW i els seus documents després del seu tancament el 2001. El 2005 i 2006, la WWE va promocionar un esdeveniment de la marca ECW anomenat ECW One Night Stand, i al juny de 2006, la WWE va reviure la promoció com un show televisiu setmanal el 13 de juny del 2006 sota les transmissions de Sci Fi Channel als Estats Units, als països de Llatinoamèrica pel canal de televisió per cable FX i a Espanya per Sportmanía.

## Campió Actual de ECW
Última actualització: 30 de juny del 2009.
| Campionat  | Campió Actual |
| Campió ECW | Tommy Dreamer |